# Azerbajdzjans historia
Azerbajdzjan har under större delen av sin historia varit antingen splittrad i flera små stater eller varit en provins och en del av ett större rike, oftast nuvarande Iran. Själva staten Azerbajdzjan har existerat sedan 1991, förutom när Azerbajdzjan var en självständig republik mellan 1918 och 1920.

## Forntid
Området var ända sedan tidig forntid en genomfartsplats för en mängd folk som invandrat från nuvarande Centralasien till Medelhavsområdet,. Dess historia har därför varit instabil och splittrad, men det har även funnits perioder med en enad statsbildning.
Gutier, lulubader och kassier var några av de många folk som använde området som genomfartsplats under forntiden; 2300 f.Kr. kom hurriterna som hade ett långvarigt inflytande kulturellt och befolkningsmässigt, och efter 1000 f.Kr. fanns här riket Mannai (även stavat Manna eller Mana), det första exemplet på ett enat rike i området. Mannai blev en lokal stormakt 820 f.Kr., men enheten störtade återigen samman då skyterna invaderade 600 f.Kr.
Från 557 f.Kr. var området en provins under utländska stormakter – först Medien, sedan Persien. Iran hade ett litet inflytande i kulturellt avseende; Azerbajdzjan var tidigt anhängare av den zoroastriska religionen.

## Antiken

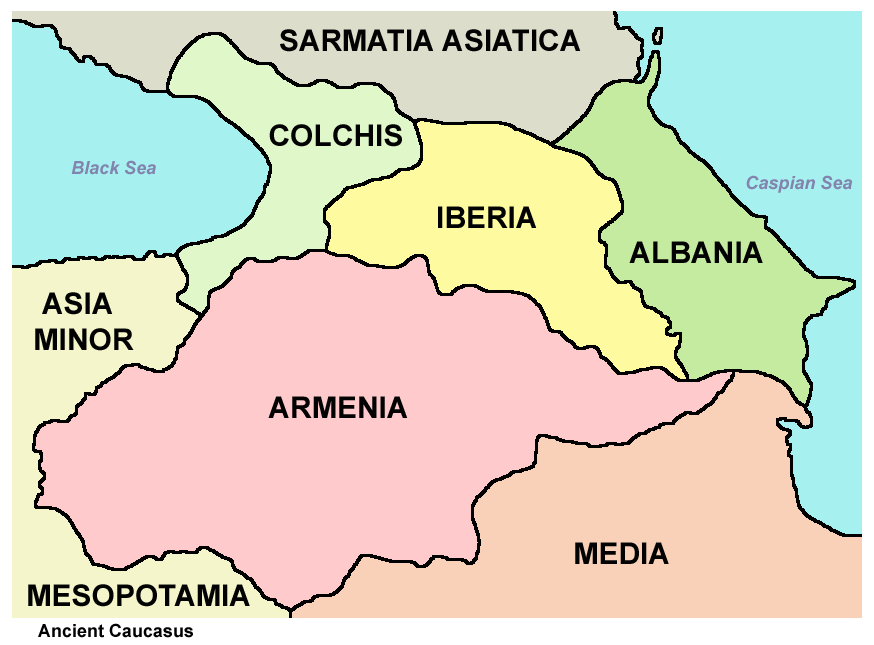
Karta över det antika Kaukasus

Nästa enade rike var Albania år 400 f.Kr., först under persiskt välde, sedan under Makedonien. Det makedonska väldet låg dock för långt borta för att styret skulle vara annat än formellt, och Albania var därför i realiteten självständigt. 305 f.Kr. bildades också det grekisk-hellenistiska kungadömet Atropathene.
Den nya överhögheten stod från 190 f.Kr. Armenien för, därpå återigen Iran. Azerbajdzjan plågades under denna tid svårt av härjningar av centralasiatiska turkiska stammar som ödelade landet upprepade gånger från 200-talet och framåt.
En stor förändring var att riket Albania blev kristet år 400. Det hade tidigare under nästan hela sin historia varit zoroastriskt. Azerbajdzjan kallades nu Achvank.

## Medeltid och tidig modern tid
Efter att Iran erövrats av araberna år 651, vändes den arabisk-islamiska erövringsvågen mot Azerbajdzjan. År 667 blev Azerbajdzjan en provins under det nya arabiskstyrda och muslimska Iran, och man styrdes därefter av guvernörer. Kristendomen blev under denna tid en nationell motståndssymbol, men efter 837 var landet slutgiltigt muslimskt.
Azerbajdzjan blev ett självständigt muslimskt rike cirka år 900. Man splittrades sedan återigen hundra år senare och var efter detta en provins under närmaste stormakt, oftast azeriturkiska kungadömen som hade under sin kontroll delar av det nuvarande Iran. Detta rike föll under Mongolväldet 1222, och år 1294 skapades provinsen Sjirvan. De flesta som bodde där var nu etniska azeriturkar.
Sjirvans khan Ibrahim slöt 1380 ett pakt med Timur Lenk, men området tillhörde sedan det etniska azeriska och turkiska riket Ak Koyunlu. Detta varade fram till 1508, då landet splittrades i en mängd små islamiska stater – khanat – av vilka det viktigaste var khanatet Baku.
Khanaten fortfor under växlande överhöghet under de följande seklen, ibland under azeriska sevevider, ibland under Osmanska riket (1516-1620), och 1747 delades det mellan det azeriska Qajar och turkiska osmaner. Det fick dock ingen större uppmärksamhet, och kämpade även med inre strider där khanaten försökte erövra varandra. 1778 hade khanaten nästan enats. 1813 inleddes dock den ryska invasionen, och mellan 1828 och 1859 lades landet helt under Ryssland.

## Efter den ryska invasionen
Efter pakten i Turkmentjaj blev Azerbajdzjan delat. De derbendska kungadömena blev dagestanska, provinserna Borchali och Garayazi blev georgiska. Hälften av Azerbajdzjan blev persiskt; det är därför det idag bor 20–30 miljoner azerier i Iran.
I samband med första världskriget skedde stora folkförflyttningar i området, bland annat som en följd av det armeniska folkmordet och andra osmansk-turkiska aktiviteter i området.
Azerierna kunde med hjälp av styrkorna skickade från Osmanska riket försvara Azerbajdzjan mot främst ryska styrkor. 1918 blev Azerbajdzjan den första demokratiska republiken i världen med muslimsk majoritet och även kvinnorna kunde rösta.
Ryssland kom dock tillbaka, och bolsjevikerna segrade så småningom i det ryska inbördeskriget. Bolsjeviker skapade i Azerbajdzjan den 28 april 1920 den sovjetiska azerbajdzjanska republiken.
Efter 70 år under Sovjet utropades 1991 till den självständiga Azerbajdzjanska republiken.

## Azerbajdzjan efter självständigheten
Azerbajdzjans förste president efter Sovjetunionens sönderfall var Ayaz Mutalibov som dock tvingades avgå 1992 efter demonstrationer. Abulfaz Eltjibej blev ny president men han tvingades fly 1993 efter interna motsättningar om kriget i Karabach. Gejdar Alijev, som tidigare varit Azerbajdzjans ledare under Sovjettiden, blev vald till ny president. Gejdar Alijev avled 2003 och hans son Ilham Alijev efterträdde honom. Han genomförde flera ändringar i författningen och drev landet i riktning mot autokrati. Den tidigare regeln om att en president bara fick sitta under två mandatperioder röstades bort 2009 vilket möjliggjorde att Alijev kunde fortsätta som president genom valsegrar 2013 och 2018. Dessa val har bedömts som demokratiskt bristfälliga av flera västerländska observatörer.